# Омер Йолдич
Омер Йолдич (босн. Omer Joldić, нар. 1 січня 1977, Тузла, СФРЮ) — югославський і боснійський футболіст, півзахисник збірної Боснії і Герцеговини в 1999—2001 роках.

## Клубна кар'єра
Йолдич почав свою кар'єру в клубі «Градіна» (Сребренік), за який він грав у сезоні 1993/94 років. Влітку 1994 року він приєднався до клубу «Слобода» з міста Тузла, в рядах якого він провів п'ять років і зіграв 195 матчів у чемпіонаті країни. За Слободу Йолдмч виступав до кінця сезону 1999/00 років, а в сезоні 2000/01 років перебрався в столичний «Желєзнічар», разом з яким він виграв чемпіонат Боснії і Герцеговини.
У 2001 році, на хвилі успіху, Йолдич вирішив спробувати себе за кордоном і перейшов до російського «Сатурн-REN TV». У російській Прем'єр-лізі він в сезонах 2001 і 2002 роки зіграв 23 матчі і забив в них один гол. У сезоні 2003 року Йолдич випав зі складу раменчан і, не вийшовши на поле жодного разу, повернувся в «Желєзнічар». Тут він залишався до 2005 року.
Влітку 2005 року Йолдич перейшов до польського «Белхатува». У польській лізі він дебютував 26 липня 2005 року в нульовою нічиєю в «Гурником». Зігравши за клуб всього 5 матчів, гравець у 2006 році знову повернувся на батьківщину. У 2006-2008 роках він грав у «Желєзнічарі». В сезоні 2008/09 років Йолдич був гравцем «Олімпік» з Сараєво, де й закінчив свою кар'єру.
| Сезон   | Клуб                   | Країна               | Змагання     | Матчі | Голи |
| ------- | ---------------------- | -------------------- | ------------ | ----- | ---- |
| 1993/94 | «Градіна» (Сребренік)  | Югославія            | 3 ліга       | 35    | 4    |
| 1994/95 | «Слобода» (Тузла)      | Боснія і Герцеговина | Прем'єр-ліга | 30    | 2    |
| 1995/96 | «Слобода» (Тузла)      | Боснія і Герцеговина | Прем'єр-ліга | 32    | 5    |
| 1996/97 | «Слобода» (Тузла)      | Боснія і Герцеговина | Прем'єр-ліга | 34    | 4    |
| 1997/98 | «Слобода» (Тузла)      | Боснія і Герцеговина | Прем'єр-ліга | 32    | 3    |
| 1998/99 | «Слобода» (Тузла)      | Боснія і Герцеговина | Прем'єр-ліга | 33    | 4    |
| 1999/00 | «Слобода» (Тузла)      | Боснія і Герцеговина | Прем'єр-ліга | 34    | 7    |
| 2000/01 | «Желєзнічар» (Сараєво) | Боснія і Герцеговина | Прем'єр-ліга | 39    | 8    |
| 2001    | «Сатурн-REN TV»        | Росія                | Прем'єр-ліга | 9     | 0    |
| 2002    | «Сатурн-REN TV»        | Росія                | Прем'єр-ліга | 14    | 1    |
| 2003    | «Сатурн-REN TV»        | Росія                | Прем'єр-ліга | 0     | 0    |
| 2003/04 | «Желєзнічар» (Сараєво) | Боснія і Герцеговина | Прем'єр-ліга | ?     | ?    |
| 2004/05 | «Желєзнічар» (Сараєво) | Боснія і Герцеговина | Прем'єр-ліга | 22    | 2    |
| 2005/06 | «Белхатув»             | Польща               | Екстракляса  | 5     | 0    |
| 2006/07 | «Желєзнічар» (Сараєво) | Боснія і Герцеговина | Прем'єр-ліга | 17    | 0    |
| 2007/08 | «Желєзнічар» (Сараєво) | Боснія і Герцеговина | Прем'єр-ліга | 24    | 0    |
| 2008/09 | «Олімпік» (Сараєво)    | Боснія і Герцеговина | 1 ліга БіГ   | ?     | ?    |

## Кар'єра в збірній
У складі збірної Боснії і Герцеговини Йолдич дебютував 24 лютого 1997 року товариському матчі проти Зімбабве. 15 березня 2000 року відзначився єдиним голом у складі національної збірної, в товариському матчі проти Йорданії. Востаннє у футболці головної збірної країни вийшов на поле 28 лютого 2001 року в товариському матчі проти Угорщини У своїй кар'єрі він грав у відбірковому турнірі до Євро-2000 і Чемпіонату світу 2002. За всю міжнародну кар'єру він провів 19 матчів і забив 1 м'яч.

## Досягнення
- Прем'єр-ліга
  -  Чемпіон (1): 2001/02